# Martin Bormann
Martin Bormann (17 tháng 6 năm 1900 - 2 Tháng 5 năm 1945) là một quan chức Đức Quốc xã, người đứng đầu Đảng Công nhân Đức Quốc gia Xã hội chủ nghĩa. Ông đã đạt được sức mạnh to lớn bằng cách sử dụng vị trí của mình là thư ký riêng của Adolf Hitler để kiểm soát luồng thông tin và truy cập vào Hitler.
Bormann tham gia tổ chức bán quân sự Freikorps vào năm 1922 trong khi làm quản lý của một khu đất rộng lớn. Ông đã có gần một năm trong tù vì là đồng lõa cho bạn của mình, Rudolf Höss (sau này là sĩ quan chỉ huy của Trại tập trung Auschwitz) trong vụ sát hại Walther Kadow. Bormann tham gia vào Đảng Quốc xã năm 1927 và Schutzstaffel (SS) năm 1937. Lúc đầu, ông làm việc trong ngành an ninh của Đảng và chuyển công tác tháng 7 năm 1933 đến văn phòng của Phó lãnh tụ Rudolf Hess, nơi ông làm giám đốc nhân viên.
Bormann sử dụng vị trí của mình để tạo ra một bộ máy quan liêu rộng lớn và liên quan đến chính mình càng nhiều càng tốt trong việc ra quyết định. Ông đã chấp nhận chấp nhận vào vòng tròn bên trong của Hitler, và ở khắp mọi nơi, cung cấp các cuộc họp và tóm tắt các sự kiện và yêu cầu. Ông bắt đầu đóng vai trò thư ký riêng của Hitler ngày 12 Tháng tám 1935.
Bormann thay Rudolf Hess làm "Chủ tịch Đảng" sau khi Hess bay một mình sang Scotland vào ngày 10 tháng 5 năm 1941 để tìm kiếm các cuộc đàm phán hòa bình với chính phủ Anh. Ông đã được phê chuẩn làm lãnh đạo về các vấn đề dân sự, được xem xét và phê duyệt vào năm 1943 đã có sự kiểm soát trên thực tế đối với tất cả các vấn đề trong nước.
Bormann là một trong những người ủng hộ hàng đầu của chính sách khủng bố đang diễn ra trong những nhà thờ Kitô giáo và ủng hộ tra tấn người Do Thái và  Nam Tư trong các lãnh thổ chinh phục bởi Đức trong Thế chiến II.
Bormann đã ở cùng Hitler tại  Führerbunker , Berlin vào ngày 16 tháng 1 năm 1945 khi Hồng quân Liên Xô tiếp cận thành phố. Sau khi Hitler tự tử, Bormann và những người khác đã cố gắng chạy trốn khỏi Berlin vào ngày 02 tháng 5 để rồi bị bắt bởi Liên Xô.
Phiên tòa xét xử ông bắt đầu vào ngày 20 tháng 11 năm 1945. Thiếu bằng chứng xác nhận cái chết của Bormann, Tòa án Quân sự Quốc tế đã xét xử ông vắng mặt, như được quy định tại điều 12 trong hiến chương của họ. Ông bị cáo bị buộc tội ba tội danh: âm mưu tiến hành chiến tranh xâm lược, tội ác chiến tranh và tội ác chống lại loài người. Việc truy tố ông được giao cho Trung úy Thomas F. Lambert Jr. và việc bào chữa cho ông được giao cho Friedrich Bergold. Bên công tố đã đưa ra cáo trạng rằng Bormann đã tham gia vào việc lập kế hoạch và đồng ký hầu như tất cả các đạo luật chống Do Thái do chế độ đưa ra.. Bergold đề xuất không được tòa án chấp nhận rằng tòa án không thể kết tội Bormann vì ông đã chết. Do tính chất mờ ám trong các hoạt động của Bormann, Bergold không thể bác bỏ những khẳng định của bên công tố về mức độ tham gia của ông trong việc đưa ra quyết định. Bormann bị kết án về tội ác chiến tranh và tội ác chống lại loài người và được trắng án về âm mưu tiến hành chiến tranh xâm lược. Vào ngày 15 tháng 10 năm 1946, ông bị kết án tử hình bằng cách treo cổ, với điều kiện là nếu sau đó ông được tìm thấy còn sống, bất kỳ tình tiết mới nào được đưa ra ánh sáng vào thời điểm đó đều có thể được xem xét để giảm nhẹ hoặc lật lại bản án.
Bormann có lẽ đã tự tử trên một cây cầu gần Lehrter  bằng cách cắn viên nang cyanide để tránh bị bắt. Thi thể được chôn cất gần đó vào ngày 8 tháng 5 năm 1945, nhưng không được công nhận cho đến khi xác nhận là Bormann năm 1972; việc xác định được tái khẳng định vào năm 1998 bằng các xét nghiệm DNA từ các mảnh sọ. Công tác xét nghiệm được chủ trì bởi Wolfgang Eisenmenger, giáo sư khoa học pháp y tại Đại học Ludwig Maximilian của Munich. Các xét nghiệm sử dụng DNA từ một trong những người thân của ông đã xác định hộp sọ là của Bormann. Hài cốt của Bormann được hỏa táng và tro của ông được rải trên Biển Baltic vào ngày 16 tháng 8 năm 1999.